# SMS Von der Tann
L'incrociatore da battaglia SMS Von der Tann, varato nel 1911, fu il primo di questa categoria di navi ad essere immesso in servizio nella marina imperiale tedesca. La sigla SMS sta per Seiner Majestät Schiff, cioè nave di sua maestà, di significato analogo alla sigla inglese HMS. Deve il suo nome al generale Ludwig von der Tann.

## La nascita
A differenza del Blücher, che nacque già obsoleto in quanto progettato come "evoluzione" degli incrociatori corazzati già in servizio (frutto dell'abile opera di disinformazione dei servizi segreti britannici relativamente agli incrociatori da battaglia classe Invincible, ritenuti dai tedeschi degli incrociatori corazzati in cui si era applicato il concetto "monocalibro" applicato sulla HMS Dreadnought), il Von der Tann era ben corazzato e dotato di cannoni 28 cm SK L/45 da 280mm (11 pollici), non inferiori ai cannoni da 305mm (12 pollici) degli equivalenti britannici grazie alla superiore qualità delle artiglierie e delle munizioni tedesche. Inoltre, come la HMS Dreadnought, era propulso da turbine invece che dalle più classiche e collaudate macchine alternative, soluzione che consentiva una maggiore potenza e quindi una maggiore velocità a parità di peso e ingombro.

## L'impiego operativo
Venne impiegato come parte del I Gruppo Esplorante, insieme ad altri incrociatori da battaglia, e partecipò all'azione di copertura della battaglia di Helgoland, al bombardamento di Yarmouth e al raid di Scarborough.
Pur con cannoni di calibro inferiore, grazie alla precisione del tiro e alla maggiore robustezza della struttura, si dimostrò un temibile avversario durante la battaglia dello Jutland, nella quale affondò il suo omologo Indefatigable durante i primi minuti della battaglia e, nonostante avesse incassato 4 colpi di grosso calibro, ossia 2 da 381mm e 2 da 343 dall'incrociatore da battaglia Tiger, ritornò in servizio dopo due soli mesi di riparazioni.

## Fine del servizio
La nave, dopo la resa del 1918, fu internata a Scapa Flow e venne autoaffondata dall'equipaggio assieme al grosso della flotta d'alto mare tedesca il 21 giugno 1919, per evitare l'onta della consegna alle potenze vincitrici. Il relitto fu recuperato nel 1930 e smantellato nel 1934.